# Список кавалеров ордена «За заслуги перед Отечеством» за 1995 год

## Кавалеры ордена II степени
1. 14 ноября 1995 года, № 1140 — Лужков, Юрий Михайлович — мэр, премьер правительства Москвы[1].
2. 10 декабря 1995 года, № 1243 — Свиридов, Георгий Васильевич — композитор, город Москва[2].

## Кавалеры ордена III степени
1. 17 февраля 1995 года, № 150 — Булгак, Владимир Борисович — министр связи Российской Федерации[3].
2. 17 февраля 1995 года, № 155 — Фадеев, Геннадий Матвеевич — министр путей сообщения Российской Федерации[4].
3. 27 февраля 1995 года, № 213 — Михальцев, Игорь Евгеньевич — доктор технических наук, профессор, заведующий лабораторией Института океанологии имени П. П. Ширшова Российской академии наук, город Москва[5].
4. 6 марта 1995 года, № 240 — Борисова, Юлия Константиновна — актриса Государственного академического театра имени Евг. Вахтангова, город Москва[6].
5. 10 марта 1995 года, № 258 — Зуев, Владимир Евсеевич — директор Института оптики атмосферы, академик-секретарь отделения океанологии, физики атмосферы и географии Российской академии наук, Томская область[7].
6. 17 марта 1995 года, № 277 — Рихтер, Святослав Теофилович — солист-пианист Московской государственной филармонии[8].
7. 20 марта 1995 года, № 287 — Шумаков, Валерий Иванович — действительный член Российской академии наук, директор Научно-исследовательского института трансплантологии и искусственных органов, город Москва[9].
8. 10 апреля 1995 года, № 338 — полковник Викторенко, Александр Степанович — летчик-космонавт, командир корабля[10].
9. 10 апреля 1995 года, № 343 — Семёнов, Юрий Павлович — член-корреспондент Российской академии наук, президент, генеральный конструктор ракетно-космической корпорации «Энергия» имени С. П. Королева[11].
10. 10 апреля 1995 года, № 344 — Волкогонов, Дмитрий Антонович — председатель Комиссии при Президенте Российской Федерации по военнопленным, интернированным и пропавшим без вести[12].
11. 19 апреля 1995 года, № 384 — Озеров Николай Николаевич — председатель Центрального и Российского советов международного спортивного общества «Спартак», член Координационного комитета по физической культуре и спорту при Президенте Российской Федерации[13].
12. 19 апреля 1995 года, № 384 — Старостин, Николай Петрович — начальник футбольной команды мастеров «Спартак», почетный президент спортивного общества «Спартак»[13].
13. 28 апреля 1995 года, № 420 — Каримов Мустафа Сафич (Карим Мустай) — писатель, Республика Башкортостан[14].
14. 28 апреля 1995 года, № 420 — Копелев, Владимир Ефимович — генеральный директор акционерного общества «Домостроительный комбинат № 1», город Москва[14].
15. 11 мая 1995 года, № 485 — Липухин, Юрий Викторович — генеральный директор акционерного общества «Северсталь», Вологодская область[15].
16. 11 мая 1995 года, № 485 — Франценюк, Иван Васильевич — генеральный директор акционерного общества «Новолипецкий металлургический комбинат», Липецкая область[15].
17. 22 мая 1995 года, № 516 — Филатов, Анатолий Васильевич — генеральный директор Российского акционерного общества «Норильский никель»[16].
18. 21 июня 1995 года, № 622 — Логинов, Лев Николаевич — генеральный директор акционерного общества «Красноярский завод комбайнов», Красноярский край[17].
19. 26 июня 1995 года, № 636 — Денежкин, Геннадий Алексеевич — первый заместитель генерального директора — главный конструктор Государственного научно-производственного предприятия «Сплав», Тульская область[18].
20. 26 июня 1995 года, № 636 — Савин, Анатолий Иванович — генеральный конструктор, генеральный директор Центрального научно-производственного объединения «Комета», город Москва[18].
21. 6 июля 1995 года, № 678 — Трещёв, Фёдор Иванович — генеральный директор акционерного общества Вятско-Полянский машиностроительный завод «Молот», Кировская область[19].
22. 17 июля 1995 года, № 706 — Ананьев, Анатолий Андреевич — писатель, главный редактор журнала «Октябрь», город Москва[20].
23. 21 июля 1995 года, № 737 — Яхнов, Геннадий Михайлович — председатель президиума Рязанского городского совета ветеранов войны, труда, Вооруженных сил и правоохранительных органов[21].
24. 22 июля 1995 года, № 749 — Борискин, Валентин Акимович — токарь акционерного общества «Людиновский тепловозостроительный завод», Калужская область[22].
25. 22 июля 1995 года, № 749 — Комаров, Фёдор Иванович — вице-президент Российской академии медицинских наук[22].
26. 22 июля 1995 года, № 749 — Макаровец, Николай Александрович — генеральный директор Государственного научно-производственного предприятия «Сплав», Тульская область[22].
27. 22 июля 1995 года, № 749 — Образцов, Иван Филиппович — академик Российской академии наук, директор Института прикладной механики, город Москва[22].
28. 5 августа 1995 года, № 820 — Розов, Виктор Сергеевич — писатель, город Москва[23].
29. 5 августа 1995 года, № 820 — Степанова, Ангелина Иосифовна — артистка Московского Художественного академического театра имени А. П. Чехова[23].
30. 26 августа 1995 года, № 880 — Михайлов, Виктор Никитович — министр Российской Федерации по атомной энергии[24].
31. 28 августа 1995 года, № 882 — Логунов, Анатолий Алексеевич — директор Государственного научного центра Института физики высоких энергий, Московская область[25].
32. 7 сентября 1995 года, № 906 — Резников, Вадим Федотович — председатель агрофирмы «Победа» Каневского района Краснодарского края[26].
33. 7 сентября 1995 года, № 906 — Титов, Герман Степанович — депутат Государственной думы Федерального собрания Российской Федерации[26].
34. 7 сентября 1995 года, № 907 — Стрекалов, Геннадий Михайлович — летчик-космонавт, бортинженер[27].
35. 19 сентября 1995 года, № 953 — Головкина, Софья Николаевна — ректор Московской государственной академии хореографии[28].
36. 21 сентября 1995 года, № 961 — Оводенко, Максим Борисович — генеральный директор акционерного общества «Самарская металлургическая компания», Самарская область[29].
37. 30 сентября 1995 года, № 1000 — Ресин, Владимир Иосифович — первый заместитель премьера Правительства Москвы[30].
38. 3 октября 1995 года, № 1002 — Джигарханян, Армен Борисович — артист Московского академического театра имени Вл. Маяковского[31].
39. 5 октября 1995 года, № 1017 — полковник Соловьёв, Анатолий Яковлевич — летчик-космонавт, командир корабля[32].
40. 11 октября 1995 года, № 1036 — Годовиков, Константин Константинович — фрезеровщик Московского завода киноаппаратуры «Москинап»[33].
41. 11 октября 1995 года, № 1036 — Журлов, Павел Васильевич — аппаратчик завода Сибирского химического комбината, Томская область[33].
42. 11 октября 1995 года, № 1036 — Католиков, Александр Александрович — директор Сыктывкарской агрошколы-интерната № 1, Республика Коми[33].
43. 11 октября 1995 года, № 1036 — Новожилов, Генрих Васильевич — генеральный конструктор акционерного общества «Авиационный комплекс имени С. В. Ильюшина», город Москва[33].
44. 17 октября 1995 года, № 1049 — Михалков, Никита Сергеевич — кинорежиссер-постановщик киноконцерна «Мосфильм»[34].
45. 18 октября 1995 года, № 1053 — Каданников, Владимир Васильевич — президент, генеральный директор акционерного общества «АВТОВАЗ», Самарская область[35].
46. 17 ноября 1995 года, № 1156 — Бесков, Константин Иванович — главный тренер футбольной команды акционерного общества "Футбольный клуб «Динамо-Москва»[36].
47. 21 ноября 1995 года, № 1168 — Плисецкая, Майя Михайловна — артистка балета, город Москва[37].
48. 28 декабря 1995 года, № 1323 — Бех, Николай Иванович — президент, генеральный директор акционерного общества «КАМАЗ», Республика Татарстан[38].
49. 28 декабря 1995 года, № 1325 — Моисеев, Игорь Александрович — художественный руководитель Государственного академического ансамбля народного танца под руководством Игоря Моисеева, город Москва[39].
50. 30 декабря 1995 года, № 1340 — Ламехов, Анатолий Алексеевич — капитан атомного ледокола «Россия» акционерного общества «Мурманское морское пароходство»[40].

## Кавалеры ордена IV степени
1. 6 января 1995 года, № 11 — Воробьёв, Аркадий Никитич — вице-президент Академии творчества, город Москва[41].
2. 6 января 1995 года, № 11 — Ногаев, Фёдор Дзабоевич — фрезеровщик акционерного общества «Магнит», Республика Северная Осетия[41].
3. 6 января 1995 года, № 11 — Поляков, Виктор Николаевич — начальник отдела Московской дирекции акционерного общества «АвтоВАЗ», город Москва[41].
4. 7 февраля 1995 года, № 111 — Смирнова, Лидия Николаевна — артистка Государственного театра киноактёра, город Москва[42].
5. 16 февраля 1995 года, № 148 — Фатьянов, Алексей Иванович — поэт-фронтовик (посмертно)[43].
6. 17 февраля 1995 года, № 157 — Яшин, Юрий Алексеевич — председатель Государственной технической комиссии при Президенте Российской Федерации[44].
7. 17 февраля 1995 года, № 171 — Чурбанова, Екатерина Петровна — бригадир отделочников строительно-монтажного поезда № 592 акционерного общества «Тындатрансстрой», Амурская область[45].
8. 1 апреля 1995 года, № 330 — Головач, Леонид Григорьевич — первый вице-президент акционерного общества «Холдинговая компания „Ленинец“»[46].
9. 10 апреля 1995 года, № 346 — Солдатов, Юрий Петрович — вице-президент, технический директор акционерного общества «Метровагонмаш», город Москва[47].
10. 10 апреля 1995 года, № 348 — Брусенцов, Николай Петрович — заведующий лабораторией Московского государственного университета имени М. В. Ломоносова[48].
11. 10 апреля 1995 года, № 348 — Мизин, Игорь Александрович — директор Института проблем информатики Российской академии наук, город Москва[48].
12. 10 апреля 1995 года, № 348 — Усов, Вадим Сергеевич — генеральный директор акционерной компании «Туламашзавод», Тульская область[48].
13. 10 апреля 1995 года, № 348 — Этуш, Владимир Абрамович — ректор Высшего театрального училища имени Б. В. Щукина[48].
14. 10 апреля 1995 года, № 352 — Парамонова, Валентина Константиновна — водитель трамвая муниципального предприятия «Трамвайно-троллейбусное управление» города Самары[49].
15. 10 апреля 1995 года, № 352 — Платэ, Николай Альфредович — директор Института нефтехимического синтеза имени А. В. Топчиева, город Москва[49].
16. 10 апреля 1995 года, № 352 — Сороко, Анатолий Дмитриевич — директор филиала акционерного общества «Центродорстрой» строительного управления № 804, город Москва[49].
17. 10 апреля 1995 года, № 352 — Угаров, Алексей Алексеевич — генеральный директор акционерного общества «Оскольский электрометаллургический комбинат», Белгородская область[49].
18. 14 апреля 1995 года, № 359 — Федулова, Алевтина Васильевна — заместитель Председателя Государственной думы Федерального собрания Российской Федерации[50].
19. 19 апреля 1995 года, № 384 — Лагутин, Борис Николаевич — председатель правления фонда «Оздоровление и спорт», член президиума Российского совета спортивного общества «Спартак»[13].
20. 19 апреля 1995 года, № 384 — Романцев, Олег Иванович — главный тренер футбольной команды мастеров «Спартак», член правления фонда «Спартак» имени братьев Старостиных[13].
21. 19 апреля 1995 года, № 384 — Якушев, Александр Сергеевич — главный тренер по хоккею спортивного общества «Спартак», член президиума Российского совета спортивного общества «Спартак»[13].
22. 25 апреля 1995 года, № 412 — Неумывакин, Александр Яковлевич — председатель Центрального правления Всероссийского общества слепых, город Москва[51].
23. 28 апреля 1995 года, № 422 — Васильев, Михаил Иванович[52].
24. 28 апреля 1995 года, № 422 — Гудзь, Павел Данилович[52].
25. 28 апреля 1995 года, № 422 — Добрицкий, Виктор Кузьмич[52].
26. 28 апреля 1995 года, № 422 — Дольников, Григорий Устинович[52].
27. 28 апреля 1995 года, № 422 — Живов, Николай Николаевич[52].
28. 28 апреля 1995 года, № 422 — Иванов, Анатолий Михайлович[52].
29. 28 апреля 1995 года, № 422 — Калашников, Михаил Андреевич[52].
30. 28 апреля 1995 года, № 422 — Махоткин, Николай Михайлович[52].
31. 28 апреля 1995 года, № 422 — Пархоменко, Владимир Иванович[52].
32. 28 апреля 1995 года, № 422 — Сивов, Геннадий Яковлевич[52].
33. 28 апреля 1995 года, № 422 — Черкашин, Григорий Григорьевич[52].
34. 28 апреля 1995 года, № 422 — Шкурдалов, Евгений Викторович[52].
35. 11 мая 1995 года, № 485 — Заинчковский, Иван Афанасьевич — начальник главного управления образования администрации Пермской области[15].
36. 11 мая 1995 года, № 485 — Мартынов, Иван Антонович — ректор Московской государственной текстильной академии имени А. Н. Косыгина[15].
37. 11 мая 1995 года, № 485 — Паристый, Иван Леонтьевич — начальник Московской железной дороги[15].
38. 11 мая 1995 года, № 485 — Романовский, Валентин Фёдорович — начальник цеха акционерного общества «Северсталь», Вологодская область[15].
39. 11 мая 1995 года, № 485 — Стоумов, Борис Викторович — разливщик стали акционерного общества «Северсталь», Вологодская область[15].
40. 11 мая 1995 года, № 485 — Семёнов, Анатолий Васильевич — заместитель генерального директора акционерного общества «Волгоградский тракторный завод», Волгоградская область[15].
41. 11 мая 1995 года, № 485 — Фрудкин, Александр Наумович — директор акционерного общества "Завод холодильников «Стинол», Липецкая область[15].
42. 22 мая 1995 года, № 516 — Клюка, Фёдор Иванович — генеральный директор акционерного общества «Стойленский горно-обогатительный комбинат», Белгородская область[16].
43. 22 мая 1995 года, № 516 — Бирюлёв, Алексей Васильевич — главный инженер акционерного общества «Белокалитвенское металлургическое производственное объединение», Ростовская область[16].
44. 29 мая 1995 года, № 533 — Гинцингер, Аркадий Болеславович — ведущий научный сотрудник Сибирского научно-исследовательского института геологии, геофизики и минерального сырья, Новосибирская область[53].
45. 29 мая 1995 года, № 533 — Глазунов, Илья Сергеевич — ректор Всероссийской академии живописи, ваяния и зодчества, город Москва[53].
46. 29 мая 1995 года, № 533 — Гришин, Михаил Павлович — ведущий научный сотрудник Сибирского научно-исследовательского института геологии, геофизики и минерального сырья, Новосибирская область[53].
47. 29 мая 1995 года, № 533 — Магницкий, Владимир Александрович — советник Российской академии наук, город Москва[53].
48. 29 мая 1995 года, № 533 — Монастырский, Пётр Львович — художественный руководитель Самарского академического театра драмы имени М. Горького[53].
49. 29 мая 1995 года, № 533 — Осипенко, Николай Семёнович — директор акционерного общества «Детскосельское» Тосненского района, Ленинградская область[53].
50. 29 мая 1995 года, № 533 — Соломин, Юрий Мефодьевич — художественный руководитель Государственного академического Малого театра России[53].
51. 29 мая 1995 года, № 533 — Шергова, Галина Михайловна — художественный руководитель творческого объединения «Экран» Российской государственной телерадиокомпании «Останкино», город Москва[53].
52. 29 мая 1995 года, № 533 — Седушкин, Дмитрий Дмитриевич — слесарь по ремонту подвижного состава Московского метрополитена[53].
53. 29 мая 1995 года, № 533 — Стариков, Анатолий Ильич — генеральный директор акционерного общества «Магнитогорский металлургический комбинат», Челябинская область[53].
54. 29 мая 1995 года, № 533 — Титов, Николай Михайлович — начальник цеха акционерного общества «Магнитогорский металлургический комбинат», Челябинская область[53].
55. 30 мая 1995 года, № 551 — Кажлаев, Мурад Магомедович — художественный руководитель и главный дирижёр Академического Большого концертного оркестра Российской государственной телерадиокомпании «Останкино»[54].
56. 21 июня 1995 года, № 622 — Афонин, Серафим Захарович — председатель Комитета Российской Федерации по металлургии[17].
57. 21 июня 1995 года, № 622 — Воробьёв, Виктор Константинович — генеральный директор акционерного общества холдинговой компании «Стальконструкция», город Москва[17].
58. 21 июня 1995 года, № 622 — Мартиросян, Тигран Аветисович — член совета ветеранов акционерного общества «Новороссийский морской торговый порт», Краснодарский край[17].
59. 21 июня 1995 года, № 622 — Митин, Валентин Михайлович — генеральный директор машиностроительного завода «Штамп» имени Б. Л. Ванникова, Тульская область[17].
60. 21 июня 1995 года, № 622 — Мочалова, Татьяна Петровна — старший научный сотрудник Российского научно-исследовательского института фтизиопульмонологии, город Москва[17].
61. 21 июня 1995 года, № 622 — Пухов, Анатолий Павлович — президент концерна «Тулачермет», Тульская область[17].
62. 26 июня 1995 года, № 636 — Власко-Власов, Константин Александрович — начальник специального конструкторского бюро, главный конструктор системы Центрального научно-исследовательского института «Комета», город Москва[18].
63. 26 июня 1995 года, № 636 — Васин, Владимир Алексеевич — первый вице-президент Олимпийского комитета России, член президиума Российского совета спортивного общества «Спартак», город Москва[18].
64. 6 июля 1995 года, № 678 — Голубев, Виктор Васильевич — заместитель директора предприятия «Смоленскатомтехэнерго», Смоленская область[19].
65. 6 июля 1995 года, № 678 — Грин, Валерий Григорьевич — бригадир комплексной бригады строительно-монтажного управления № 1 акционерного общества «Северное управление строительства», Ленинградская область[19].
66. 6 июля 1995 года, № 678 — Курочкин, Герман Александрович — генеральный директор акционерного общества «Строительно-промышленная компания „Димитровградстрой“», Ульяновская область[19].
67. 6 июля 1995 года, № 678 — Матвеев, Виктор Васильевич — генеральный директор Научно-инженерного центра «СНИИП», город Москва[19].
68. 6 июля 1995 года, № 678 — Новгородов, Сергей Алексеевич — президент строительно-промышленного акционерного общества «Электростальское управление строительства», Московская область[19].
69. 6 июля 1995 года, № 678 — Малышев, Владимир Серафимович — председатель правления ассоциации «Оренбургптицепром», Оренбургская область[19].
70. 21 июля 1995 года, № 737 — Земцов, Юрий Петрович — генеральный директор акционерного общества «Рязанское производственное объединение счётно-аналитических машин»[21].
71. 21 июля 1995 года, № 737 — Колобов, Николай Алексеевич — мастер по сварке производственно-ремонтного предприятия «Рязаньэнергоремонт» акционерного общества «Рязаньэнерго»[21].
72. 22 июля 1995 года, № 749 — Ежевский, Александр Александрович — генеральный советник акционерного общества «Трактороэкспорт», город Москва[22].
73. 22 июля 1995 года, № 749 — Паньков, Павел Николаевич — слесарь по эксплуатации и ремонту подземных газопроводов Пермской дирекции акционерной фирмы «Уралгазсервис», Пермская область[22].
74. 22 июля 1995 года, № 749 — Федосеев, Михаил Алексеевич — токарь Лианозовского электромеханического завода, город Москва[22].
75. 22 июля 1995 года, № 749 — Шумная, Тамара Григорьевна — директор Музея революции, город Москва[22].
76. 22 июля 1995 года, № 749 — Эстерлейн, Эдуард Яковлевич — глава администрации города Нерюнгри Республики Саха (Якутия)[22].
77. 5 августа 1995 года, № 818 — Янкевич, Эдуард Борисович — глава администрации Заводского района города Саратова[55].
78. 5 августа 1995 года, № 820 — Андреев, Владимир Алексеевич — художественный руководитель, директор Московского театра-центра имени М. Н. Ермоловой[23].
79. 5 августа 1995 года, № 820 — Захарченко, Василий Дмитриевич — писатель, город Москва[23].
80. 5 августа 1995 года, № 820 — Лавров, Кирилл Юрьевич — художественный руководитель Российского государственного академического Большого драматического театра имени Г. А. Товстоногова, город Санкт-Петербург[23].
81. 5 августа 1995 года, № 820 — Тихонов, Вячеслав Васильевич — художественный руководитель творческо-производственной студии «Актёр кино», город Москва[23].
82. 5 августа 1995 года, № 820 — Родионов, Валентин Алексеевич — генеральный директор Государственной Третьяковской галереи[23].
83. 11 августа 1995 года, № 845 — Гольданский, Виталий Иосифович — академик, советник Российской академии наук, город Москва[56].
84. 11 августа 1995 года, № 845 — Гуляев, Юрий Васильевич — академик Российской академии наук, директор Института радиотехники и электроники, город Москва[56].
85. 11 августа 1995 года, № 845 — Дубровин, Борис Дмитриевич — начальник управления профессионально-технического образования администрации Саратовской области[56].
86. 11 августа 1995 года, № 845 — Помолов, Владимир Михайлович — генеральный директор акционерного общества "Нижегородский авиастроительный завод «Сокол»[56].
87. 11 августа 1995 года, № 845 — Спектор, Шлема Ицькович — начальник Свердловского областного неврологического госпиталя для ветеранов войн[56].
88. 11 августа 1995 года, № 845 — Тодоровский, Пётр Ефимович — кинорежиссёр-постановщик киноконцерна «Мосфильм»[56].
89. 11 августа 1995 года, № 845 — Алексеев, Леонид Васильевич — генеральный директор объединения «Гознак», город Москва[56].
90. 11 августа 1995 года, № 845 — Блинков, Валерий Александрович — директор Московского монетного двора[56].
91. 11 августа 1995 года, № 845 — Бурлаков, Лев Николаевич — директор монетного двора, город Санкт-Петербург[56].
92. 16 августа 1995 года, № 857 — Глянцев, Олег Михайлович — проходчик акционерного общества "Шахта «Глубокая», Республика Коми[57].
93. 28 августа 1995 года, № 882 — Белугин, Владимир Александрович — директор Российского федерального ядерного центра Всероссийского научно-исследовательского института экспериментальной физики, Нижегородская область[25].
94. 28 августа 1995 года, № 882 — Решетников, Фёдор Григорьевич — советник при дирекции Государственного научного центра Российской Федерации — Всероссийского научно-исследовательского института неорганических материалов имени академика А. А. Бочвара, город Москва[25].
95. 28 августа 1995 года, № 882 — Святоцкий, Александр Иванович — генеральный директор акционерного общества «Управление строительства № 620», Московская область[25].
96. 1 сентября 1995 года, № 892 — Радаев, Михаил Илларионович — генеральный директор акционерного общества «Куйбышевский нефтеперерабатывающий завод», Самарская область[58].
97. 1 сентября 1995 года, № 892 — Сухачев, Геннадий Георгиевич — генеральный директор акционерного общества «Мегионнефтегазгеология», Ханты-Мансийский автономный округ[58].
98. 1 сентября 1995 года, № 892 — Шеремет, Вячеслав Васильевич — заместитель председателя правления Российского акционерного общества «Газпром», город Москва[58].
99. 1 сентября 1995 года, № 892 — Бадалов, Сергей Агабекович — директор предприятия буровых работ «Астраханьбургаз»[58].
100. 1 сентября 1995 года, № 892 — Круглов, Юрий Иванович — директор института «АстраханьНИПИгаз»[58].
101. 1 сентября 1995 года, № 892 — Щугорев, Виктор Дмитриевич — генеральный директор предприятия «Астраханьгазпром»[58].
102. 7 сентября 1995 года, № 906 — Бакулов, Игорь Алексеевич — доктор ветеринарных наук, профессор, советник при дирекции Всероссийского научно-исследовательского института ветеринарной вирусологии и микробиологии, Владимирская область[26].
103. 7 сентября 1995 года, № 906 — Масканов, Солтон Амырович — старший чабан колхоза «Мухор-Тархата» Кош-Агачского района Республики Алтай[26].
104. 7 сентября 1995 года, № 906 — Молодцов, Виктор Иосифович — директор акционерного сельскохозяйственного общества «Шушары» Тосненского района Ленинградской области[26].
105. 7 сентября 1995 года, № 908 — Добровольский, Глеб Всеволодович — академик Российской академии наук, профессор Московского государственного университета имени М. В. Ломоносова[59].
106. 7 сентября 1995 года, № 910 — Зарубаев, Виктор Фёдорович — начальник Ярославского управления лесами[60].
107. 7 сентября 1995 года, № 910 — Мухин, Виктор Иванович — директор научно-технического центра акционерного общества «Росвостокстрой», город Москва[60].
108. 7 сентября 1995 года, № 910 — Резников, Юрий Фёдорович — первый заместитель президента акционерного общества «Россевзапстрой», город Москва[60].
109. 19 сентября 1995 года, № 953 — Покорская, Нина Егоровна — президент акционерного общества московского промышленно-торгового швейного объединения фирмы «Салют»[28].
110. 21 сентября 1995 года, № 961 — Ложченко, Николай Родионович — генеральный директор акционерного общества «Уралтрак», Челябинская область[29].
111. 21 сентября 1995 года, № 961 — Силин, Николай Александрович — директор Научно-исследовательского института прикладной химии, Московская область[29].
112. 28 сентября 1995 года, № 974 — Николаев, Михаил Ефимович — Президент Республики Саха (Якутия) (указ о награждении признан утратившим силу указом № 392 от 18 марта 1996 года)[61].
113. 5 октября 1995 года, № 1018 — Барышев, Владимир Авраамович — директор Рязановского совхоза-техникума Мелекесского района Ульяновской области[62].
114. 5 октября 1995 года, № 1018 — Пешехонов, Валентин Александрович — председатель акционерного общества «Сызранское» Радищевского района Ульяновской области[62].
115. 5 октября 1995 года, № 1018 — Свинаренко, Иван Андреевич — глава администрации Нестеровского района Калининградской области[62].
116. 5 октября 1995 года, № 1018 — Сибирко, Вячеслав Георгиевич — директор государственного племенного птицеводческого завода «Большевик» Бобровского района Воронежской области[62].
117. 11 октября 1995 года, № 1036 — Коваленко, Виктор Андреевич — генеральный директор акционерного общества «Сибруда», Кемеровская область[33].
118. 11 октября 1995 года, № 1036 — Мамонов, Анатолий Михайлович — генеральный директор акционерного общества «Старооскольский завод автотракторного электрооборудования», Белгородская область[33].
119. 11 октября 1995 года, № 1036 — Михайлов, Аркадий Евгеньевич — генеральный директор товарищества «Морской торговый порт Калининград», Калининградская область[33].
120. 11 октября 1995 года, № 1036 — Тищенко, Юрий Николаевич — президент акционерной компании «Электромонтаж», город Москва[33].
121. 11 октября 1995 года, № 1036 — Жуков, Александр Степанович — инженер акционерного общества «Новосибирский завод химконцентратов», Новосибирская область[33].
122. 11 октября 1995 года, № 1036 — Кириллов, Павел Леонидович — заместитель директора отделения Государственного научного центра Российской Федерации Физико-энергетического института, Калужская область[33].
123. 11 октября 1995 года, № 1036 — Клименко, Виктор Григорьевич — генеральный директор акционерного общества «Вологодский машиностроительный завод», Вологодская область[33].
124. 11 октября 1995 года, № 1036 — Майстришин, Роман Васильевич — генеральный директор акционерного общества «Спецотделстрой» Обнинского строительно-промышленного акционерного общества, Калужская область[33].
125. 11 октября 1995 года, № 1036 — Чуманов, Константин Геннадьевич — токарь Приборостроительного завода, Челябинская область[33].
126. 11 октября 1995 года, № 1036 — Сергеев, Николай Александрович — генеральный директор акционерного общества «Сибгражданстрой», Томская область[33].
127. 11 октября 1995 года, № 1036 — Щукин, Михаил Степанович — генеральный директор акционерного общества «Уралмостострой», Челябинская область[33].
128. 11 октября 1995 года, № 1036 — Коновалов, Александр Иванович — директор Института органической и физической химии имени А. Е. Арбузова Казанского научного центра, Республика Татарстан[33].
129. 11 октября 1995 года, № 1036 — Тарчевский, Игорь Анатольевич — председатель президиума Казанского научного центра, Республика Татарстан[33].
130. 18 октября 1995 года, № 1053 — Розанов, Евгений Григорьевич — академик-секретарь отделения архитектуры Российской академии художеств, город Москва[35].
131. 18 октября 1995 года, № 1053 — Трубкин, Борис Александрович — коммерческий директор объединения государственных предприятий и организаций по производству государственных знаков, город Москва[35].
132. 18 октября 1995 года, № 1053 — Рыгалов, Евгений Васильевич — генеральный директор строительно-промышленного акционерного общества «УС-604», Красноярский край[35].
133. 19 октября 1995 года, № 1061 — Петчинов, Арсентий Николаевич — старший чабан крестьянского хозяйства «Улей» Осинского района Усть-Ордынского Бурятского автономного округа[63].
134. 19 октября 1995 года, № 1061 — Эйдлин, Борис Залманович — директор птицефабрики «Пензенская» Бессоновского района Пензенской области[63].
135. 4 ноября 1995 года, № 1074 — Нагибин, Михаил Васильевич — президент, генеральный директор акционерного общества «РОСТВЕРТОЛ», Ростовская область[64].
136. 7 ноября 1995 года, № 1082 — Николаенко, Иван Захарович — директор государственного племенного завода «Кряж» Волжского района Самарской области[65].
137. 10 ноября 1995 года, № 1120 — Назаров, Юрий Леонидович — президент акционерного общества «Росвостокстрой», город Москва[66].
138. 15 ноября 1995 года, № 1142 — Глухов, Сергей Васильевич — токарь акционерного общества «Ясногорский машзавод», Тульская область[67].
139. 15 ноября 1995 года, № 1142 — Кискачи, Юрий Валентинович — генеральный директор акционерной компании по газификации и эксплуатации газового хозяйства Тульской области «Тулаоблгаз»[67].
140. 15 ноября 1995 года, № 1142 — Романов, Валерий Алексеевич — генеральный директор акционерного общества «Трест Уралэнергомонтаж», Свердловская область[67].
141. 16 ноября 1995 года, № 1144 — Глазьев, Александр Ефимович — председатель колхоза имени Чапаева Добринского района Липецкой области[68].
142. 16 ноября 1995 года, № 1144 — Каргаполов, Иван Фёдорович — директор товарищества «Агропромышленная фирма Каскаринская» Тюменского района Тюменской области[68].
143. 16 ноября 1995 года, № 1144 — Предигер, Иоганес Иоганесович — глава Бигилинского самоуправления администрации города Заводоуковска и района Тюменской области[68].
144. 22 ноября 1995 года, № 1171 — Красовский, Александр Аркадьевич — профессор Военно-воздушной инженерной академии имени профессора Н. Е. Жуковского[69].
145. 27 ноября 1995 года, № 1185 — Мордюкова, Нонна (Ноябрина) Викторовна — артистка кино, город Москва[70].
146. 27 ноября 1995 года, № 1185 — Правдин, Лев Николаевич — писатель, Пермская область[70].
147. 27 ноября 1995 года, № 1185 — Пчёлкин, Леонид Аристархович — режиссёр-постановщик студии художественных телефильмов творческого объединения «Экран» Российской государственной телерадиокомпании «Останкино»[70].
148. 27 ноября 1995 года, № 1185 — Щудло, Тарас Григорьевич — заместитель директора Центрального музея Великой Отечественной войны 1941—1945 гг., Москва[70].
149. 27 ноября 1995 года, № 1185 — Кутузов, Николай Васильевич — художественный руководитель и главный дирижёр Академического хора русской песни Российской государственной телерадиокомпании «Останкино»[70].
150. 27 ноября 1995 года, № 1185 — Некрасов, Николай Николаевич — художественный руководитель и главный дирижёр Академического оркестра русских народных инструментов Российской государственной телерадиокомпании «Останкино»[70].
151. 7 декабря 1995 года, № 1222 — Абаев, Василий Иванович — главный научный сотрудник Северо-Осетинского института гуманитарных исследований[71].
152. 7 декабря 1995 года, № 1222 — Антонов, Пётр Никитович — начальник отдела комитета по геологии и использованию недр Приморского края[71].
153. 7 декабря 1995 года, № 1226 — Андрианов, Валерий Сергеевич — вице-президент акционерного общества «Спецатоммонтаж», город Москва[72].
154. 7 декабря 1995 года, № 1226 — Борисов, Михаил Борисович — генеральный директор акционерного общества «Дулевский фарфор», Московская область[72].
155. 7 декабря 1995 года, № 1226 — Григорьев, Евгений Васильевич — слесарь контрольно-измерительных приборов и автоматики Московского аэрогеодезического предприятия[72].
156. 7 декабря 1995 года, № 1226 — Мамбетшаев, Саит Ваитович — генеральный директор акционерного общества «Стройполимеркерамика», Калужская область[72].
157. 7 декабря 1995 года, № 1226 — Сперанский, Василий Леонидович — ведущий инженер строительно-промышленного акционерного общества «Химстрой», Томская область[72].
158. 10 декабря 1995 года, № 1242 — Яров, Юрий Фёдорович — Заместитель Председателя Правительства Российской Федерации[73].
159. 19 декабря 1995 года, № 1275 — Блох, Эмиль Леонович — главный инженер акционерного общества «Стройтермоизоляция», город Москва[74].
160. 19 декабря 1995 года, № 1275 — Гончаренко, Владимир Архипович — электромонтажник Владивостокского монтажного управления акционерного общества «Дальэлектромонтаж», Приморский край[74].
161. 19 декабря 1995 года, № 1275 — Стрелец, Григорий Михайлович — водитель автомобиля Сочинского государственного пассажирского автотранспортного предприятия № 3, Краснодарский край[74].
162. 19 декабря 1995 года, № 1275 — Юрасов, Николай Трофимович — водитель автомобиля автоколонны № 1118 города Мурманска[74].
163. 23 декабря 1995 года, № 1295 — Воробьёв, Юрий Леонидович — первый заместитель министра Российской Федерации по делам гражданской обороны, чрезвычайным ситуациям и ликвидации последствий стихийных бедствий[75].
164. 23 декабря 1995 года, № 1296 — Миронова, Мария Владимировна — артистка Московского театра «Школа современной пьесы» (указ о награждении признан утратившим силу указом № 155 от 6 февраля 1996 года)[76]
165. 28 декабря 1995 года, № 1324 — Бакиров, Эрнест Абдуллович — первый заместитель премьера правительства Москвы, руководитель комплекса территориального управления[77].
166. 28 декабря 1995 года, № 1325 — Жжёнов, Георгий Степанович — артист Академического театра имени Моссовета, город Москва[39].
167. 28 декабря 1995 года, № 1325 — Янковский, Олег Иванович — артист Московского государственного театра «Ленком», город Москва[39].
168. 30 декабря 1995 года, № 1339 — Зеленецкий, Александр Степанович — председатель колхоза «Борец» Раменского района Московской области[78].